# Kronologiprojektet Xia–Shang–Zhou
Kronologiprojektet Xia–Shang–Zhou (夏商周断代工程; Xià Shāng Zhōu duàndài gōngchéng) var ett kinesiskt projekt för att detaljerat datera det tre forna dynastierna Xia, Shang och Zhou. Projektet initierades 1996 av den kinesiska staten och var tvärvetenskapligt med en projektgrupp av 200 experter inom 
historia, astronomi, arkeologi och radiometrisk datering. Projektet resulterade i en kronologisk tabell som presenterades i november 2000. Projektet är kritiserat, och huvudkritiken är att projektet var nationalistiskt vinklat och att det var mer politiskt än akademiskt.
Projektet resulterade i exakt datering för Shangdynastins nio sista kungar och Zhoudynastins tio första kungar. Xiadynastin daterade till ca 2070 – ca 1600 f.Kr.. Shangdynastin daterades till ca 1600 – 1046 f.Kr.. Datumet då Shangdynastins huvudstad flyttades till Yin estimerades till ca 1300 f.Kr.